# 엄대호
엄대호(Dae-Ho Eom, 嚴大號, 1972년 7월 2일 음력 5월 22일 ~ )는 대한민국의 음악가, 현대음악 작곡가, 철학자. 본관은 영월이며, 경상북도 문경군 출생이다.

## 생애
경상북도 문경군 가은읍의 가은초등학교를 졸업하고 가은중학교를 졸업하고 문경시의 문창고등학교를 졸업하고 경일대학교 컴퓨터공학과를 졸업하고 대구예술대학교 피아노학과를 졸업하였다. 대학 졸업 후 한국국민악회 부회장을 역임하고 창악회 평생회원이며 NACUSA(전미 작곡가협회)회원이며 2018년부터 엄대호재단의 상임이사, 2022년부터 한국음악평론가협회 이사로 선임되었다.
2008년 판타가(Fantaga) 음악 형식을 창시하였고 2022년 미국의 웨스트민스터 음악원에서 한국의 클래식 음악 선구자로 선정되어 라이더 대학교에서 실내악 모음곡 <거제도 모음곡> 중 “와현의 노래”가 연주되었다. 선정된 작곡가는 남,북한 포함 4명이다. 故)김성태(서울대 명예교수), 故)김순남(월북 작곡가), 故)윤이상(현대음악가), 엄대호(현대음악가)이다.
20세기 이성주의와 물질주의에 반동으로 21세기 신사조 영감주의(靈感主義, Inspirationalism)를 주창했다.
오페라 <예수 그리스도>를 비롯하여 현대음악 기법의 다양한 클래식 음악을 작곡하였고 여러 장의 피아노 음반과 일렉트릭 기타 음반을 발매하였고 음악 논문을 발표하였다.
"엄대호 작곡가의 새로운 시도는 세계 음악계에 큰 자극을 주고 있다. 그가 새로 창안한 새로운 양식 ‘판타가’(Fantaga)는 작곡가라면 한 번쯤 시도해 볼 만한 획기적인 양식이다. 특히 그의 깊은 신앙심과 경건한 정신은 그의 음악에 잘 녹아있다. “- 전인평(중앙대 명예교수,·한국음악평론가협회 회장)
"엄대호의 독창적인 창작품은 윤이상(현대음악가)에 이어 미국 웨스트민스터 콘서바토리에서 현대음악가로 선정되었다."
"엄대호의 천재적 작곡성은 미국과 스웨덴에서 잘 알려 있지만, 한국에서는 그저 노력하는 일개 작곡가일 뿐이다. 엄대호는 조금만 더 남국의 햇살을 끌어다가 포도를 온전히 익게 하자는 릴케의 ‘가을날’이나 기울어진 풍경의 장막(帳幕) 저쪽에 고독한 반원(半圓)을 긋고 잠기어 가는 김광균의 ‘추일서정(秋日抒情)’이 버티는 늦가을 풍경을 넘어왔다. 이른 겨울, 군불을 지피는 마음으로 따스하게 세상을 살아간다." - 천재작곡가 엄대호의 '예수 그리스도: JESUS CHRIST' 작곡집
“그의 창작곡은 지극히 친밀하고 너무 느리거나 지독한 현대성을 배제하고 무조성 음악이지만 전개에 따라 조성 음악의 테마를 사용한다.”- 장석용(한국평론가협의회 회장)
“엄대호 현대음악 작곡가는 악곡 형식 판타가(Fantaga)를 창시하고 자신의 곡에 응용하여 현대음악계에 새 파장을 일으켜 난해한 현대음악에 미학적 요소를 심어주고, 21세기를 선도하는 스펙터클한 음악의 문을 제시한다.“- 정순영(작곡가, 음악평론가, 제43회 '올해의 최우수예술가상 수상')
”끊임없이 의(義)에 대해 고민했고, 심연의 깊은 내면이 묻어나는 새로운 형식의 작품세계를 펼치며 국내 작곡계에 새로운 패러다임을 제시, 완성하고 있는 작곡가 엄대호“- 김순화(월간리뷰 편집장)

## 주요 작품 목록
1. 작품집(도서)
『12 Violin Fantaga』 (Dae-Ho Eom Foundation, 2008)
『Geojedo Suite』 (Dae-Ho Eom Foundation, 2018)
『Piano Works released 2011 - 2013 album』 (Dae-Ho Eom Foundation, 2020)
『Symphony No.1 & No.2』 (Dae-Ho Eom Foundation, 2020)
『Ben-Hur Ballet Suite for string quartet』 (Dae-Ho Eom Foundation, 2020)
『Ben-Hur Ballet Suite for orchestra』 (수민출판, 2021)
『Violin Concerto No.1 & No.2』 (Dae-Ho Eom Foundation, 2021)
『Symphony No.3 "ΙΧΘΥΣ"』 (수민출판, 2022)
『Symphony No.4 "Noah's Ark"』 (수민출판, 2022)
『Opera 《Jesus Christ》 for ballet, voice & string quartet』 (수민출판, 2023)
『Opera 《Jesus Christ》 for orchestra』 (수민출판, 2024)
2. 피아노 음반
『Quiet Time Bible 1』 (2011)
『Quiet Time Bible 2』 (2011)
『Quiet Time Bible 3』 (2011)
『Quiet Time Bible 4 [치유]』 (2012)
『Quiet Time Bible 5 [피아노 로마서]』(2013)
『Quiet Time Bible 6 [창세기 1]』 (2014)
3. 일렉트릭 기타 음반
『은혜와 경배 찬송가 1집』 (2022)
『주는 나의 모든 것 찬송가 2집』 (2023)
『십자가 주님따라 찬송가 3집』 (2024)
『침묵하는 찬송가 찬송가 4집』 (2024)
4. 일렉트릭 기타와 파아노 앙상블 음반
『영감이 흐르는 빌립보서』 (2024)
5. 판타가(Fantaga) 음반
『정선아리랑 주제에 의한 판타가(Fantaga)』 (Feat. 바리톤 전기홍, 피아노 유지혜)
6. 공동 저서
『한국민요 주제에 의한 창작곡집』 (2021)
『한국민요 주제에 의한 창작곡집』 (2022)
7. 주요 논문
『한국음악 작곡가의 작곡 기법』 (2022)
『불을 안고 바다로 뛰어들다!』 (음악평론22집)
8. 기타 작곡 목록
<한국민요 주제의 2곡의 Fantaga>, <결혼하는 이를 위한 피아노 사중주>, <여섯 개의 가사 없는 사성부 찬송가>, 현악사중주 <그리스도와의 독대를 보고>, <3 Violin Rhapsody>

## 주요 수상
- 제 44회 올해의 최우수예술가상 시상식 심사위원선정 특별예술가상 수상 (음악부문) (2024)[41]